# Мария Дейнс блус бенд
„Мария Дейнс блус бенд“ (на английски: Maria Daines Blues Band) е блус и хардрок музикална група от Великобритания, създадена през 1996 г.
Основният състав включва вокала Мария Дейнс и китариста и продуцент Пол Килингтън. Дейнс пише текстове и мелодиите, а мултиинструменталистът Килингтън композира и аранжира музиката, свирейки всички инструментали по време на техните записи в студиото.
Мария Дейнс е защитник на правата на животните и застъпник за хуманно отношение към тях, като прави кампании срещу малтретирането на животни.

## Членове[4]
- Мария Дейнс – вокал
- Пол Килингтън – китари
- Боб Бамптън – бас
- Андрю Картър – ударни

## Дискография[5]

### Албуми
- Treebone – 2005
- Music United For Animals – 2006
- Wisdom's Tooth – 2007
- Shelter Me – 2009
- Faith Hope & Sanctuary – 2011
- One Last Drink – 2015
- Turned October – 2015
- Wayward Songs – 2015
- Scars in Soft Places – 2016
- Rock of Love – 2017
- Your Time Will Come – 2017
- Come on Over – 2018
- Here and Now – 2020
- Lost – 2020
- The River – 2020
- Whisky Moon – 2020
- Love Calls Time – 2021
- Happy Hour – 2021
- This Heart Remembers – 2021

### Други албуми
- Brothers of the Road – 2005
- Timeless – 2015
- Songs for the Sabs – 2019

### Сингли
- God Bless Jack – 2010
- Will You Be There – 2010
- For Fox Sake! – 2020
- Blue Tattoo – 2016